# Tliltocatl kahlenbergi
Tliltocatl kahlenbergi  es una especie de araña de la familia Theraphosidae (tarántulas) que se encuentra en México.

## Descripción
Tliltocatl kahlenbergi es una especie relativamente pequeña del género. Los machos tienen longitudes corporales de entre 32 mm y 34 mm; mientras que la hembra es más grande, teniendo una longitud corporal de 41mm. La cuarta pata es la más larga, hasta 58 mm en los machos y alrededor de 49 mm en hembras. El cuerpo es generalmente oscuro con una cobertura relativamente densa de pelo rojo en el abdomen y las patas en comparación con los pelos rojos más escasos en T. schroederi, otra especie cercana a esta. El caparazón es de color variable y puede parecer bastante brillante. 
Al igual que T. schroederi, también producen menos huevos y de mayor tamaño que la mayoría de especies relacionadas, y las crías de araña son correspondientemente más grandes. 

## Distribución y hábitat
Tliltocatl kahlenbergi fue descrita a partir de especímenes en cautiverio, reportados como recolectados alrededor de Veracruz, México. Vive en madrigueras en el suelo, como otras especies relacionadas. 

## Taxonomía
Tliltocatl kahlenbergi fue descrita por primera vez en 2008 por Jan-Peter Rudloff como Brachypelma kahlenbergi . Los especímenes utilizados en su descripción provienen de Herwig Kahlenberg, quien fue el primero en reconocerlos como una nueva especie. Las arañas de Veracruz, México, fueron enviadas a Kahlenberg, en Alemania, donde distribuyó sus crías. T. kahlenbergi se distingue de todas las demás especies del género por la disposición de la sigilla en el esternón y por poseer dos espinas, en lugar de una, en la apófisis tibial prolateral.  En noviembre de 2019, se propuso trasladar Brachypelma kahlenbergi al nuevo género Tliltocatl ; esto ha sido aceptado por el Catálogo Mundial de Arañas.

## Conservación
Todas las especies de Brachypelma, entonces incluidas las que se trasladaron al género Tliltocatl, fueron incluidas en el Apéndice II de la CITES en 1994, restringiendo así el comercio, aunque T. Kahlenbergi no había sido descrita entonces y no figura explícitamente en la lista. 